# Thymoites subtilis
Thymoites subtilis es una especie de araña araneomorfa del género Thymoites, familia Theridiidae. Fue descrita científicamente por Simon en 1894.
Habita en Zanzíbar.